# Sebiș
Sebiș [ˈsebiʃ] (deutsch Sebesch, ungarisch Borossebes) ist eine Kleinstadt im Kreis Arad in Rumänien. 

## Geographische Lage

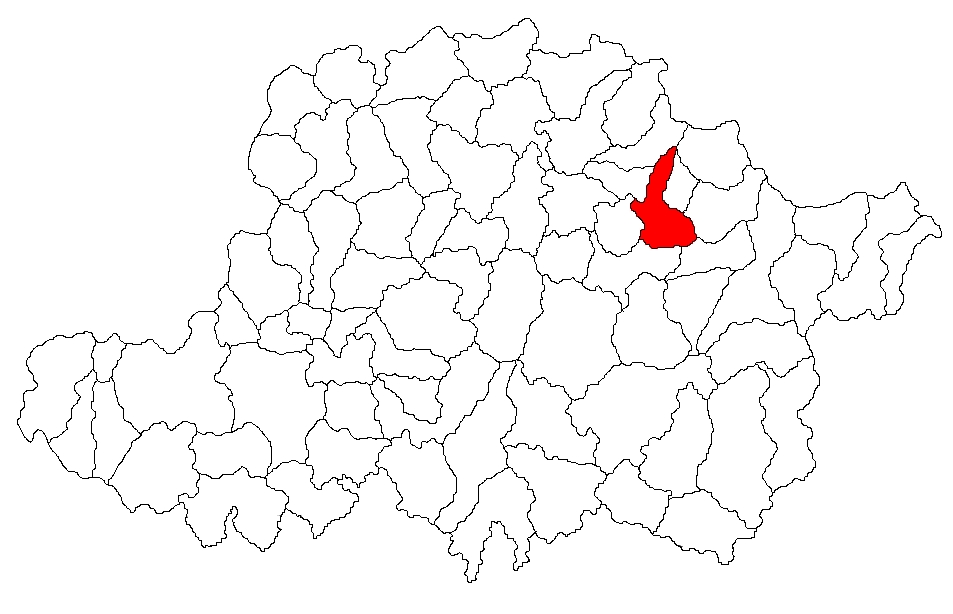
Lage von Sebiș im Kreis Arad

Sebiș liegt im Westen Rumäniens, am westlichen Rand des Apuseni-Gebirges an der Einmündung des Flusses Sebiș in die Crișul Alb (Weiße Kreisch). Die Kreishauptstadt Arad befindet sich etwa 65 km südwestlich.

## Geschichte
Nach Auffassung rumänischer Historiker gab es vermutlich seit dem 9.–10. Jahrhundert eine rumänische Bewohnerschaft auf dem Gebiet der heutigen Stadt. Sie lebte demnach mit einer kleineren Gruppe Slawen zusammen.
In einem alten Kirchenbuch fanden sich Hinweise auf Ortschaften im Tal der Weißen Kreisch, darunter auch auf Sebiș. Demzufolge sandte der ungarische König in den Jahren 1227/1228 einen Adeligen namens Siblesy – der möglicherweise Namensgeber der Ortschaft ist – in die Region, um den Eingang des Apuseni-Gebirges zu schützen. Siblesy wurde Besitzer von 14 Dörfern. An einer Wegkreuzung im Tal der Weißen Kreisch ließ er 28 Familien (150 Einwohner) ansiedeln und errichtete auf dem Territorium der heutigen Stadt eine befestigte Residenz mit dem Namen Dezna, die in der Folge jedoch mehrfach durch Invasoren zerstört wurde, u. a. beim Mongolensturm 1241. 1574 zerstörten die Osmanen die Festung Dezna erneut. Aus diesem Jahr stammt die erste offiziell urkundliche Erwähnung von Sebiș.
In dieser Zeit bestand die heutige Stadt aus drei Ortschaften: Sebes, Boros und Mizocra. Letzterer Ort ging später ein, die beiden erstgenannten bildeten später  ein gemeinsames Dorf.
Im 16. und 17. Jahrhundert – während der Zeit der osmanischen Einfälle – wechselte die Herrschaft über Sebiș häufig; lokale Herrscher wechselten sich mit den Fürsten von Siebenbürgen ab. Von 1658 bis 1693 war der Ort erneut unter direkter türkischer Kontrolle. Danach wurde Sebiș Teil von Österreich-Ungarn. 1746 erhielt es den Status eines Oppidums. 
Im 18. und 19. Jahrhundert gehörte der Ort verschiedenen Adelsgeschlechtern, u. a. der Familie Königsegg-Rothenfels, Waldstein-Wartenberg und Wenkheim. Die Familie Waldstein-Wartenberg ließ 1814 im Ortszentrum ein Schloss errichten.
Ende des 18. Jahrhunderts wurde eine Wassermühle im Tal des Flusses Sebiș errichtet, deren gute Erträge unter anderem zur Errichtung einer Schule verwendet wurden. 
In der ersten Hälfte des 19. Jahrhunderts begannen tiefgreifende wirtschaftliche Veränderungen; ein Teil des Waldes wurde gerodet, die landwirtschaftlichen Anbauflächen dehnten sich aus. Es entstanden Steinbrüche und Eisenerz-Bergwerke. 1840 wurde der größte metallverarbeitende Betrieb im Bereich des Apuseni-Gebirges errichtet, 1860 ein Walzwerk.
Im Ergebnis des Ersten Weltkrieges kam Sebiș zu Rumänien. Nach dem Zweiten Weltkrieg wurden weitere Industriebetriebe angesiedelt; der Ort wurde zu einem Zentrum der Leder- und Holzverarbeitung. 1968 erhielt Sebiș den Status einer Stadt.

## Bevölkerung
1880 wohnten auf dem Gebiet der heutigen Stadt 3310 Personen, davon 2286 Rumänen, 647 Ungarn, 181 Slowaken und 89 Deutsche. 1659 lebten in Sebiș selbst, 1651 in den drei heute eingemeindeten Ortschaften. 1992 erreichte die Bevölkerungszahl mit 6993 ihren Höhepunkt und ist seitdem tendenziell rückläufig. Bei der Volkszählung 2002 wurden in Sebiș 6327 Einwohner registriert, darunter 5761 Rumänen, 342 Roma, 186 Ungarn und 10 Deutsche. 5343 lebten in der eigentlichen Stadt, 984 in den Katastralgemeinden.

## Verkehr
Sebiș liegt an der Bahnstrecke von Arad nach Brad. In beide Richtungen verkehren momentan (2009) ca. fünf Nahverkehrszüge pro Tag. Es bestehen Busverbindungen nach Arad, Ineu und Pâncota.

## Sehenswürdigkeiten
- Schloss Waldstein (1814), heute Stadtbibliothek
- Muzeul Țării Zărandului (Museum des Zărander Landes)
- Naherholungsgebiet Sălăjeni

## Geboren in Sebiș
- Mihai Beniuc (1907–1988), rumänischer Dichter[5]